# Eisenbahngrube
Als Eisenbahngruben werden verschiedene Steinkohle-Bergwerke im Saarrevier bezeichnet, deren wirtschaftliche Ausbeutung erst im Zusammenhang mit dem Bau von Eisenbahnstrecken möglich wurde.
Eine wirtschaftlich sinnvolle Verwertung der Steinkohle-Vorkommen im Saarkohlenwald war bis in die Mitte des 19. Jahrhunderts nur schwer möglich, da die dortigen Lagerstätten verkehrsmäßig nicht erschlossen waren. Erst mit dem Baubeginn der Eisenbahnstrecken im Saargebiet durch die preußische Königliche Direction der Saarbrücker Eisenbahn wurde eine industrielle Förderung der Kohle möglich, da mit der Eisenbahn ein Abtransport großer Mengen Kohle ermöglicht wurde. So entstanden entlang der Bahnstrecken diverse Kohlegruben, die sogenannten Eisenbahngruben.

## Bahnstrecken
- Karte mit allen Koordinaten:
- OSM |
- WikiMap

### Neunkirchen – Saarbrücken
1852 wurde die Bahnstrecke zwischen Saarbrücken und Neunkirchen durch das Sulzbachtal in Betrieb genommen. In Folge entstanden entlang der Strecke folgende Gruben:
- König, 1850 49,338784° N, 7,169073° O
- Reden, 1850 49,350278° N, 7,112778° O
- Heinitz, 1851 49,329331° N, 7,137111° O
- Dudweiler, 1852 49,329331° N, 7,137111° O
- Sulzbach, 1852
- Dechen, 1854 49,287025° N, 7,046549° O
- Jägersfreude, 1856 49,352767° N, 7,093021° O
- Itzenplitz, 1856 49,352767° N, 7,093021° O

### Fischbachtalbahn
Ab 1866 begann der Bau der Strecke durch das Fischbachtal. Im Zuge des Baus wurde die folgende Grube erschlossen:
- Camphausen, 1871 49,299536° N, 7,025135° O